# Serge Silberman
Serge Silberman (Łódź, 1917. május 1. – Párizs, 2003. július 22.) BAFTA-díjas francia filmproducer.

## Élete
Silberman Łódźban született, az egykori Orosz Birodalomban. A II. világháború alatt mint zsidót, koncentrációs táborba hurcolták, amit szerencsésen túlélt. Később Párizsban telepedett le. Filmproduceri pályafutása 1955-ben kezdődött, rövid idő alatt a francia új hullám egyik kimagasló alakjává vált.

## Luis Buñuel és Silberman
Silberman producerként való együttműködése Luis Buñuellel a szürrealista filmek új fénykorát jelentette. A producer, Buñuel és Jean-Claude Carrière forgatókönyvíró számos filmben dolgoztak együtt, így az 1964-es Egy szobalány naplója című filmben is. Az Oscar-díjas A burzsoázia diszkrét bája (1972) című filmben és Buñuel utolsó művében, A vágy titokzatos tárgya című 1977-es alkotásban dolgozott utoljára együtt a producer-rendező páros.

## Silberman filmvállalata
1966-ban alapította meg a Greenwich Film Társaságot. A vállalat több mint 15 film elkészítésében vett részt. 1981-ben finanszírozta a társaság a legjövedelmezőbb filmjét, Jean-Jacques Beineix Díva című alkotását. 1985-ben Kuroszava Akira Ran-Káosz című filmjét támogatta Silberman, mely minden idők egyik legköltségesebb japán filmje lett.
Silbermant 1988-ban César-díjjal tüntették ki. Párizsban halt meg 86 éves korában.